# Renata Lo Prete
Renata Lo Prete (São Paulo, 22 de agosto de 1964) é uma jornalista e apresentadora brasileira. Desde 2017 é âncora do Jornal da Globo.

## Vida pessoal
Renata Lo Prete formou-se em jornalismo em 1984 pela Escola de Comunicação e Artes da Universidade de São Paulo. É casada com o também jornalista Melchiades Filho, com quem tem dois filhos.

## Carreira profissional
Em 1985, trabalhou durante três meses no jornal O Estado de S. Paulo, como revisora. De lá foi para o Jornal da Tarde, como repórter de cultura. Ainda em 1985 começou a trabalhar para a seção "Folha Ilustrada" da Folha de S.Paulo. Em Nova Iorque foi correspondente bolsista do mesmo veículo de notícias. Ao voltar ao Brasil, passou ao cargo de editora-adjunta de Exterior. Editou o caderno de Ciência e apresentou o programa da Rede Folha, na TV, antes de assumir a chefia da Primeira Página do jornal, onde ficou por seis anos e meio.
Em 1998 assumiu o cargo de ombudsman (ouvidor) do jornal, cumprindo três anos de mandato. Durante dez anos (2003-2012), foi editora da coluna Painel do jornal Folha de S.Paulo, voltada a bastidores da política. Durante uma entrevista do então deputado e presidente do PTB-RJ Roberto Jefferson, o político acabou revelando que congressistas aliados recebiam uma "mesada" mensal de R$ 30 mil de Delúbio Soares, tesoureiro do Partido dos Trabalhadores, revelação que desencadeou o Escândalo do Mensalão. Pela série de reportagens exclusivas, ela ganhou o Grande Prêmio Esso de Jornalismo em 2005.
Em 2012, deixou a Folha de S.Paulo, para se dedicar integralmente ao canal de notícias Globo News. Na nova empresa, iniciou no Jornal das Dez. Na Globo, Renata teve rápida ascensão e tornou-se editora de política e âncora do Jornal das Dez. Em 2014, foi a principal entrevistadora dos candidatos à presidência da República nas eleições daquele ano. Com isso acabou se tornando a última jornalista a entrevistar o político Eduardo Campos antes do acidente aéreo que o matou. Nas eleições municipais de 2012 e eleições gerais de 2014 foi âncora do programa Central das Eleições, nas tardes e noites dos domingos do primeiro e do segundo turnos. O programa do segundo turno de 2014 obteve o maior índice de audiência da história da GloboNews.[carece de fontes?]
Em 2017 foi convidada pela TV Globo e assumiu a função de editora e âncora do Jornal da Globo, em substituição ao apresentador William Waack, demitido por um episódio de racismo. No mesmo ano Renata foi oficializada também como apresentadora do programa de debates Painel, da GloboNews. Nas eleições de 2018 destacou-se ao comandar os dois domingos de apuração de votos em rede nacional, ao lado de William Bonner, e pela série de entrevistas com os candidatos à presidência da República. O desempenho a levou a ser indicada ao prêmio Faz Diferença em 2019.[carece de fontes?]
Em agosto de 2019 passou a ser apresentadora do podcast diário O Assunto., o programa de áudio jornalístico com mais downloads na América Latina.[carece de fontes?] No dia 8 de novembro de 2022, Renata Lo Prete deixou o comando do podcast. Natuza Nery assumiu em seu lugar.
Renata também foi comentarista do Jornal da CBN.

## Trabalhos

### Televisão
| Ano           | Programa          | Nota                                | Emissora   |
| ------------- | ----------------- | ----------------------------------- | ---------- |
| 2012-2017     | Jornal das Dez    | Editora de Política e apresentadora | GloboNews  |
| 2017          | Jornal das Dez    | Âncora                              | GloboNews  |
| 2017-presente | Globo News Painel | Âncora                              | GloboNews  |
| 2015-2017     | Jornal da Globo   | Apresentadora eventual              | Rede Globo |
| 2017-presente | Jornal da Globo   | Âncora                              | Rede Globo |

### Jornais impressos
| Jornal           | Ano       | Nota                                               |
| ---------------- | --------- | -------------------------------------------------- |
| Jornal da Tarde  | 1985      | Repórter                                           |
| Folha de S.Paulo | 1986-2012 | Editora do Painel, ombudsman, correspondente em NY |

### Rádio/Podcast
| Ano       | Emissora      | Nota         |
| --------- | ------------- | ------------ |
| 2015      | Jornal da CBN | Comentarista |
| 2019-2022 | O Assunto     | Âncora       |

## Prêmios e indicações
| Ano  | Premiação                      | Categoria                          | Trabalho                            | Resultado |
| ---- | ------------------------------ | ---------------------------------- | ----------------------------------- | --------- |
| 2005 | Prêmio Esso de Jornalismo      | Entrevistas                        | Folha de S.Paulo                    | Venceu    |
| 2018 | Prêmio Faz Diferença - O Globo | Segundo Caderno/TV                 | Jornal da Globo / Globo News Painel | Indicado  |
| 2021 | Prêmio F5                      | Melhor Apresentadora de jornalismo | Jornal da Globo / Globo News Painel | Indicado  |
| 2021 | Melhores do Ano NaTelinha      | Melhor Âncora de Telejornal        | Jornal da Globo / Globo News Painel | Venceu    |
| 2022 | Melhores do Ano TV Globo       | Jornalista do Ano                  | Jornal da Globo                     | Indicado  |